# Монфалькон
Монфалькон (фр. Montfalcon) — коммуна во Франции, находится в регионе Рона — Альпы. Департамент коммуны — Изер. Входит в состав кантона Руабон. Округ коммуны — Гренобль.
Код INSEE коммуны — 38255. Население коммуны на 1999 год составляло 99 человек. Населённый пункт находится на высоте от 410 до 552 метров над уровнем моря. Муниципалитет расположен на расстоянии около 460 км юго-восточнее Парижа, 65 км юго-восточнее Лиона, 45 км западнее Гренобля. Мэр коммуны — M.Frédéric BRET, мандат действует на протяжении 2008—2014 гг.
Динамика населения (INSEE):